# Trichostomum rufum
Trichostomum rufum là một loài rêu trong họ Pottiaceae. Loài này được (Lorentz) Molendo mô tả khoa học đầu tiên năm 1875.